# 定金恒次
定金恒次（さだかね つねじ、1931年1月29日- 2018年11月19日）は、国語教育者・日本近代文学研究者。

## 略歴
岡山県浅口郡鴨方町（現・浅口市）生まれ。1953年岡山大学教育学部卒業。小・中・高校教諭、中国・黒竜江省ハルビン市の黒龍江大学講師などをへて、倉敷市立短期大学教授。96年退職。その後岡山大学教育学部、くらしき作陽大学、倉敷看護専門学校等を兼務したのち、就実大学、倉敷芸術科学大学、福島リハビリテーション学院、岡山県立鴨方高等学校非常勤講師を務めた。
1967年実践国語賞、1968年山陽放送教育文化賞、1970年学校図書館功労賞、72年学校図書館賞、77年日本職業指導協会会長賞、2001年聖良寛文学賞受賞。日本職業指導協会会長。岡山出身の文学者を研究した。

## 著書
- 『国語科読書指導の展開 中学・高校編』明治図書出版 1972
- 『木山捷平 『大陸の細道』への道』西日本法規出版 1991
- 『木山捷平の世界』日本文教出版 岡山文庫 1992
- 『木山捷平研究』西日本法規出版 1996
- 『赤松月船の世界』日本文教出版 岡山文庫 2004
- 『慧僧詩人赤松月船』西日本法規出版 2004
- 『阿藤伯海の世界』日本文教出版 岡山文庫 2019

## 論文
- 定金恒次